# Crédit Agricole Egypt
Crédit Agricole Egypt ist eine ägyptische Bank mit Sitz in Kairo, die seit 2006 auf dem ägyptischen Markt tätig ist. Das Unternehmen ist in 4 Geschäftsbereichen organisiert:
- Privatkundengeschäft (43,4 % der Einnahmen): Verkauf von klassischen und spezialisierten Bankprodukten und -dienstleistungen (Verbraucherkredite, Leasing, Factoring, Verwaltung von Kundenkarten usw.)
- Geschäftskundengeschäft
- Verwaltung von Vermögenswerten
- Investmentbanking
Ende 2021 verwaltet die Gruppe 48,2 Mrd. EGP an laufenden Einlagen. Crédit Agricole Egypt verfügt über ein Netz von über 80 Filialen in Ägypten. Die Bank ist Mitglied im EGX 30 Index an der Egyptian Exchange.
Im Jahr 2024 wurde das Unternehmen auf Platz 15 der Forbes-Liste der 50 wertvollsten Unternehmen in Ägypten geführt.
Die größten Aktionäre sind die französische Finanzgruppe Crédit Agricole S.A. (47,39 %), Crédit Agricole CIB (13,07 %), Rolaco E.G.P. (9,97 %), Social Insurance Fund for Governmental Sector Employees (6,17 %).

## Geschichte
Crédit Agricole Egypt wurde 2006 durch aufeinanderfolgende Fusionen – Banque Indosuez, Crédit commercial de France, Crédit Lyonnais und Egyptian American Bank – gegründet und ist heute die einzige französische Bank, die in Ägypten tätig ist.